# Christian Folin
Pour les articles homonymes, voir Folin.
Carl Christian Folin , né le 9 février 1991 à Kungsbacka en Suède, est un joueur professionnel suédois de hockey sur glace. Il évolue au poste de défenseur.

## Biographie

### Carrière junior
Formé au Hanhals IF, il rejoint les équipes de jeunes du Frölunda HC puis décide de partir en Amérique du Nord en 2010. Il évolue dans l'USHL, la NAHL pendant deux ans puis poursuit un cursus universitaire à l'Université du Massachusetts à Lowell. Il remporte la division Hockey East 2013 avec les River Hawks d'UMass-Lowell. 

### Carrière professionnelle
Il passe au niveau professionnel le 31 mars 2014 après avoir signé un contrat de deux ans qui lui rapportera 2,75 millions de dollars avec le Wild du Minnesota de la Ligue nationale de hockey. Il joue son premier match avec le Wild le 10 avril 2014 face aux Blues de Saint-Louis et inscrit une assistance. Il marque son premier but dans la LNH le 11 décembre 2014 contre les Sharks de San José. Le 11 juillet 2015, il accepte une prolongation de contrat de 1,45 million de dollars du Wild pour les deux prochaines saisons.
Le 1er juillet 2017, Folin devient agent libre et signe un contrat d'un an avec les Kings de Los Angeles.  Encore en tant qu'agent libre l'année suivante, il signe à nouveau un contrat d'un an le 5 juillet 2018 avec les Flyers de Philadelphie.  Le 9 février 2019, les Flyers l'ont échangé le jour de son 28e anniversaire de naissance aux Canadiens de Montréal avec Dale Weise en retour de l'attaquant Byron Froese et du défenseur David Schlemko,. Le 18 avril 2019, il signe une prolongation de contrat d'une saison avec les Canadiens lui rapportant 800 000 dollars.

## Statistiques
| Saison     | Équipe                     | Ligue      |                   | Saison régulière  | Saison régulière  | Saison régulière  | Saison régulière  | Saison régulière  |                   | Séries éliminatoires | Séries éliminatoires | Séries éliminatoires | Séries éliminatoires | Séries éliminatoires |
| Saison     | Équipe                     | Ligue      | PJ                | B                 | A                 | Pts               | Pun               | PJ                | B                 | A                    | Pts                  | Pun                  |                      |                      |
| 2009-2010  | Hanhals IF                 | Division 2 | 1                 | 1                 | 1                 | 2                 | 0                 | -                 | -                 | -                    | -                    | -                    |                      |                      |
| 2010-2011  | Force de Fargo             | USHL       | 12                | 2                 | 2                 | 4                 | 6                 | -                 | -                 | -                    | -                    | -                    |                      |                      |
| 2010-2011  | Bruins d'Austin            | NAHL       | 33                | 2                 | 9                 | 11                | 27                | -                 | -                 | -                    | -                    | -                    |                      |                      |
| 2011-2012  | Bruins d'Austin            | NAHL       | 54                | 11                | 20                | 31                | 50                | 2                 | 0                 | 1                    | 1                    | 2                    |                      |                      |
| 2012-2013  | River Hawks d'UMass-Lowell | NCAA       | 38                | 6                 | 15                | 21                | 24                | -                 | -                 | -                    | -                    | -                    |                      |                      |
| 2013-2014  | River Hawks d'UMass-Lowell | NCAA       | 41                | 6                 | 14                | 20                | 31                | -                 | -                 | -                    | -                    | -                    |                      |                      |
| 2013-2014  | Wild du Minnesota          | LNH        | 1                 | 0                 | 1                 | 1                 | 0                 | -                 | -                 | -                    | -                    | -                    |                      |                      |
| 2014-2015  | Wild du Minnesota          | LNH        | 40                | 2                 | 8                 | 10                | 13                | -                 | -                 | -                    | -                    | -                    |                      |                      |
| 2014-2015  | Wild de l'Iowa             | LAH        | 13                | 2                 | 2                 | 4                 | 4                 | -                 | -                 | -                    | -                    | -                    |                      |                      |
| 2015-2016  | Wild du Minnesota          | LNH        | 26                | 0                 | 4                 | 4                 | 11                | -                 | -                 | -                    | -                    | -                    |                      |                      |
| 2015-2016  | Wild de l'Iowa             | LAH        | 28                | 4                 | 9                 | 13                | 8                 | -                 | -                 | -                    | -                    | -                    |                      |                      |
| 2016-2017  | Wild du Minnesota          | LNH        | 51                | 2                 | 6                 | 8                 | 26                | 2                 | 0                 | 0                    | 0                    | 2                    |                      |                      |
| 2017-2018  | Kings de Los Angeles       | LNH        | 65                | 3                 | 10                | 13                | 30                | 4                 | 0                 | 0                    | 0                    | 0                    |                      |                      |
| 2018-2019  | Flyers de Philadelphie     | LNH        | 26                | 0                 | 2                 | 2                 | 16                | -                 | -                 | -                    | -                    | -                    |                      |                      |
| 2018-2019  | Canadiens de Montréal      | LNH        | 19                | 0                 | 4                 | 4                 | 11                | -                 | -                 | -                    | -                    | -                    |                      |                      |
| 2019-2020  | Canadiens de Montréal      | LNH        | 16                | 1                 | 1                 | 2                 | 13                | -                 | -                 | -                    | -                    | -                    |                      |                      |
| 2019-2020  | Rocket de Laval            | LAH        | 15                | 1                 | 3                 | 4                 | 2                 | -                 | -                 | -                    | -                    | -                    |                      |                      |
| 2020-2021  | Växjö Lakers HC            | SHL        | 17                | 1                 | 3                 | 4                 | 6                 | 14                | 1                 | 6                    | 7                    | 6                    |                      |                      |
| 2021-2022  | Frölunda HC                | SHL        | 47                | 5                 | 10                | 15                | 49                | 9                 | 0                 | 1                    | 1                    | 0                    |                      |                      |
| 2022-2023  | Frölunda HC                | SHL        | 37                | 0                 | 7                 | 7                 | 6                 | 13                | 0                 | 2                    | 2                    | 27                   |                      |                      |
| 2023-2024  | Frölunda HC                | SHL        | Saison en cours ? | Saison en cours ? | Saison en cours ? | Saison en cours ? | Saison en cours ? | Saison en cours ? | Saison en cours ? | Saison en cours ?    | Saison en cours ?    | Saison en cours ?    |                      |                      |
| Totaux LNH | Totaux LNH                 | Totaux LNH | 244               | 8                 | 36                | 44                | 120               | 6                 | 0                 | 0                    | 0                    | 2                    |                      |                      |